# Antoni Zieliński (piłkarz)
Antoni Marian Zieliński (ur. 2 maja 1912 w Krakowie, zm. 18 stycznia 1977 w Krzanowicach) – polski piłkarz występujący na pozycji napastnika.
Zieliński był przez całą karierę piłkarską związany z Cracovią. Treningi rozpoczął w 1927 roku w zespole juniorów, zaś po czterech latach został przesunięty do seniorów, których trenował wówczas Viktor Hierländer. W „Pasach” zadebiutował 17 maja 1931 roku podczas przegranego 1:4 meczu z Wisłą Kraków. W sezonie 1932 i 1937 wywalczył z Cracovią mistrzostwo, zaś w sezonie 1934 wicemistrzostwo Polski. W 1936 roku zdobył z reprezentacją Krakowa Puchar Prezydenta Rzeczypospolitej Polskiej. 

## Statystyki

### Klubowe
| Sezon | Klub     | Liga   | Liga krajowa | Liga krajowa |
| ----- | -------- | ------ | ------------ | ------------ |
| Sezon | Klub     | Liga   | Mecze        | Bramki       |
| 1931  | Cracovia | I Liga | 8            | 4            |
| 1932  | Cracovia | I Liga | 22           | 11           |
| 1933  | Cracovia | I Liga | 16           | 3            |
| 1934  | Cracovia | I Liga | 14           | 2            |
| 1935  | Cracovia | I Liga | 13           | 1            |
| 1936  | Cracovia | I Liga | 0            | 0            |
| 1937  | Cracovia | I Liga | 1            | 1            |
| Razem | Razem    | Razem  | 74           | 22           |

## Sukcesy

### Cracovia
- Mistrzostwo Polski (2 razy) w sezonie: 1932, 1937[3][4]
- Wicemistrzostwo Polski w sezonie 1934[5]

### Reprezentacja Krakowa
- Puchar Prezydenta Rzeczypospolitej Polskiej w 1936 roku[1]